# Goggenbach (Kupfer)
Der Goggenbach ist ein Bach auf der Goggenbacher Teilortgemarkung der Gemeinde Kupferzell im Hohenlohekreis im nordöstlichen Baden-Württemberg, der nach einem weniger als zweieinhalb Kilometer langen, ungefähr westlichen Lauf südlich des Hauptortes Kupferzell der Gemeinde von rechts in die obere Kupfer mündet.
Ein anderer Goggenbach fließt nahebei etwa ostwärts zum Eschentaler Bach.

## Name
Der Name leitet sich vom Genitiv des althochdeutschen Personennamens *Goggo/*Gocko (Goggen-/Gocken-) ab.

## Geographie

### Verlauf
Der Goggenbach entfließt verdolt auf etwa 380 m ü. NHN in Richtung Westen einem winzigen Löschwasserteich mit etwa 2 Ar Fläche am Ostrand von Goggenbach, der am Abzweig der Ortsstraße von der dort das Dorf tangierenden K 2366 liegt. Der Bach ist im gesamten Ortsgebiet kanalisiert und fließt seit der Flurbereinigung 1961–63 danach in sehr geradem Grabenlauf meist entlang von Feldwegen und Straßen durch eine Ackerbaulandschaft weiterhin westwärts der Kupfer zu. Kurz bevor er diese erreicht, biegt er für nur etwa 200 Meter Nordwestlauf durch ein Stück Wiese nach rechts ab. Danach mündet gleich auf etwa 338 m ü. NHN der Hörlebach dicht am Südrand der Waldinsel Ghäu. Nach weiteren knapp 400 Meter in Richtung des Hörlebachs mündet der Goggenbach zwischen der Stegmühle und dem Südrand des Dorfes Kupferzell wenige hundert Meter unterhalb der Flussbrücke der K 2367 Goggenhach–Hesselbronn von rechts und nunmehr Ostnordosten auf etwa 333 m ü. NHN in die obere Kupfer, nur etwa 200 Meter vor dem am Nordrand des Ghäus entlangfließenden nächsten Zufluss Ohrnbach.
Der 2,4 km lange Goggenbach mündet etwa 47 Höhenmeter unter seinem Quellteich, er hat damit ein mittleres Sohlgefälle von etwa 20 ‰.

### Einzugsgebiet
Der Goggenbach entwässert etwa 2,2 km² im Unterraum Kupferzeller Ebene und Kocheneck des Naturraums Hohenloher und Haller Ebene. Der mit 410,5 m ü. NHN höchste und zugleich östlichste Punkt darin liegt auf einem Hügel jeweils etwa 600 Meter nördlich von Eschental und östlich von Goggenbach an der Gemarkungsgrenze zwischen diesen Teilorten.
An der Nordseite von der Mündung an bis etwas nördlich von Goggenbach grenzt das Einzugsgebiet des nächsten Kupferzuflusses Ohrnbach an. An seiner Nordostspitze trennt die Wasserscheide sehr kurz das Einzugsgebiet des Bachensteiner Bachs an, der über den Rüblinger Bach und den Eschentaler Bach sehr viel weiter oben als die Kupfer in den Kocher entwässert. In den Eschentaler Bach mündet auch der andere Goggenbach, der den Abfluss hinter der weiteren östlichen und hydrologisch bedeutendsten Wasserscheide bis zum genannten höchsten Punkt am Südosteck zunächst aufnimmt. Die südliche Wasserscheide trennt vom Entwässerungsbereich des Aspenbachs, des vorigen rechten Kupferzuflusses etwa 800 Meter weiter südöstlich und flussaufwärts.
Im Einzugsgebiet und am obersten Lauf liegt als einziger Siedlungsplatz das Dorf Goggenbach, von dem nur ein Teil eines Aussiedlerhofes in Ortsrandlage nach außerhalb entwässert. Bis auf einen winzigen Schnipsel der Feßbacher Teilortsgemarkung rechts dicht an der Mündung gehört das ganze Einzugsgebiet der Goggenbacher Teilortsgemarkung der Gemeinde Kupferzell an. Es ist weit überwiegend eine von flurbereinigten Äckern eingenommene Offenflur mit nur wenigen Wiesen und Hecken. Allein rechts des Hörlebachs steht Wald in Gestalt der vom Ohrnbach außerhalb trennenden Waldinsel des Ghäus, die diesseits der Wasserscheide eine Fläche von etwa 17 Hektar einnimmt.

## Zuflüsse
Der Goggenbach hat nur einen einzigen Zufluss, einen an einem Feldwegabzweig entstehenden Graben zumeist neben einem Feldweg, der auf der Tiefenlinie einer eigenen Talmulde verläuft und nur unbeständig Wasser führt:
- Hörlebach[LUBW 4], von rechts und Ostnordosten auf etwa 347 m ü. NN[LUBW 1] im Gewann Brücke neben dem Ghäu, 1,6 km[LUBW 2] und ca. 0,9 km².[LUBW 8] Entsteht auf etwa 395 m ü. NN[LUBW 1] nördlich von Goggenbach im Feldgewann Hörlebach an einem Feldwegabzweig. Der bis zu diesem Zufluss 2,0 km[LUBW 2] lange Goggenbach hat hier schon ein Einzugsgebiet von ca. 1,2 km².[LUBW 8]

## Geologie
Der Goggenbach entspringt im Randbereich einer großen, im Quartär abgelagerten Lösssedimentinsel, welche die schmale Talaue zangenförmig auf den umgebenden Hügelhöhen einfasst und den Bach auf der linken Seite etwa bis zum Mittel-, auf der rechten Seite bis an den Beginn des Unterlaufs begleitet. Sein einziger Zufluss Hörlebach beginnt seinen Lauf sogar in dieser Lössinsel. Darunter liegt der Lettenkeuper (Erfurt-Formation), die in der Region einzige Schicht des Unterkeupers, der die Talaue und ganze übrige Einzugsgebiet bis hinunter zur Mündung bedeckt. Der im Untergrund der flachhügeligen Hohenloher Ebene liegende und für das wenig profilierte Relief verantwortliche Muschelkalk ist nur außerhalb des Einzugsgebietes aufgeschlossen, am nächsten im tiefer eingeschnittenen Tal des Eschentaler Bachs im Osten.

### LUBW
Amtliche Online-Gewässerkarte mit passendem Ausschnitt und den hier benutzten Layern: Lauf und Einzugsgebiet des Goggenbachs

Allgemeiner Einstieg ohne Voreinstellungen und Layer: Daten- und Kartendienst der Landesanstalt für Umwelt Baden-Württemberg (LUBW) (Hinweise)
1. 1 2 3 4  Höhe nach dem Höhenlinienbild auf dem Hintergrundlayer Topographische Karte.
2. 1 2 3  Länge nach dem Layer Gewässernetz (AWGN).
3. ↑  Einzugsgebiet nach dem Layer Basiseinzugsgebiet (AWGN).
4. 1 2 3  Der Name des Hörlebachs ist weder dem Hintergrundlayer Topographische Karte, noch dem Layer Gewässernetz (AWGB), noch dem Layer Gewässername zu entnehmen, aber übereinstimmend aus dem Gewannnamen Hörlebach und der Benennung eines Heckenbiotops auf dem Layer Biotop jeweils am Oberlauf zu erschließen.
5. ↑  Seefläche nach dem Layer Stehende Gewässer.
6. ↑  Höhe nach schwarzer Beschriftung auf dem Hintergrundlayer Topographische Karte.
7. ↑  Fläche abgemessen auf dem Hintergrundlayer Topographische Karte.
8. 1 2  Einzugsgebiet abgemessen auf dem Hintergrundlayer Topographische Karte.

### Andere Belege
1. ↑  Abfluss-BW - Daten und Karten
2. ↑  Albrecht Greule: Deutsches Gewässernamenbuch. Walter de Gruyter, Berlin / Boston 2014, ISBN 978-3-11-057891-1, S. 183, „Goggenbach“ (Auszug in der Google-Buchsuche).
3. ↑  Zeitintervall der Flurbereinigung nach www.goggenbach.info.
4. ↑  Wolf-Dieter Sick: Geographische Landesaufnahme: Die naturräumlichen Einheiten auf Blatt 162 Rothenburg o. d. Tauber. Bundesanstalt für Landeskunde, Bad Godesberg 1962. → Online-Karte (PDF; 4,7 MB)
5. ↑  Geologie nach: Mapserver des Landesamtes für Geologie, Rohstoffe und Bergbau (LGRB) (Hinweise)